# Aleksander Szymański (1912–1944)
Aleksander Szymański ps. „Bogdan” (ur. 1912 w Trzydniku, zm. 22 czerwca 1944 w rejonie Górecka Kościelnego) – oficer Gwardii Ludowej i Armii Ludowej.

## Życiorys
Przed wojną działacz Związku Młodzieży Wiejskiej „Wici”. Jako podoficer walczył w wojnie obronnej 1939. Od października 1941 działacz RChOB. Od kwietnia 1942 organizował komórki PPR i placówki GL w rejonie Trzydnika.
Wiosną 1943 rozpoczął działalność partyzancką jako szef sztabu w oddziale partyzanckim por. Władysława Skrzypka ps. "Grzybowski". W sierpniu objął dowództwo nad 30-osobowym oddziałem zwiadowczym. We wrześniu wszedł w skład 3 Batalionu GL gdzie Szymański został zastępcą dowódcy a w grudniu dowódcą.
20 stycznia 1944 r. w Spławach oddział partyzancki pod dowództwem ppor. Aleksandra Szymańskiego zaatakował samolot. Zaalarmowano dowódcę oddziału, że zbliża się samolot niemiecki, zniża swój pułap i ląduje w pobliskiej wsi. Dowódca oddziału zarządził alarm i partyzanci zaatakowali samolot. Piloci bez żadnego oporu zostali rozbrojeni. W samolocie znaleziono mapy z frontu wschodniego, rakietnicę, dużo filcowych butów i uzbrojenie. Samolot zamierzano spalić Na skutek próśb mieszkańców Spław, którzy obawiali się represji ze strony okupanta, zaniechano tego. Do opanowania hitlerowskiego samolotu przyczyniła się także miejscowa placówka Batalionów Chłopskich pod dowództwem Adama Wójtowicza ps. „Kruk”.

Gdyśmy zauważyli wahadłowy lot samolotu i zejście do lądowania, natychmiast wysłaliśmy łącznika, Jana Stępnia do ppor. „Bogdana”. My, jako placówka BCh, nie powinniśmy się byli zdekonspirować na terenie wsi - samolot musieli opanować nieznani tu ludzie. I tak też się stało. Myśmy tylko pomogli później przy demontażu i wyładunku, a następnie, po uzgodnieniu z „Bogdanem” odstawiliśmy rozbrojonych lotników do najbliższego posterunku żandarmerii.

W lutym 1944 awansowany na porucznika i mianowany dowódcą 2 batalionu 1 Brygady AL im. Ziemi Lubelskiej (wskutek zmian strukturalnych w maju "Bogdan" został dowódcą kompanii sztabowej brygady). Brał udział w bitwie z Niemcami w Puszczy Solskiej i lasach janowskich w czerwcu 1944 gdzie się wyróżnił.
22 czerwca w rejonie Górecka Kościelnego kompania sztabowa 1 Brygady AL została okrążona przez wojska niemieckie. W czasie walk śmiertelnie ranna została sanitariuszka Henryka Wysodzka ps. "Niusia", ukochana dowódcy por. Aleksandra Szymańskiego ps. "Bogdan". Dziewczyna zmarła na jego rękach. "Bogdan" w akcie rozpaczy dobył leżącej obok zabitego partyzanta rusznicy i zniszczył niemiecki samochód pancerny, sam jednak został ranny w brzuch. Rozkazał pozostałym podkomendnym przebicie się z okrążenia, sam ranny popełnił samobójstwo.
W latach 1966–1986 imię Aleksandra Szymańskiego nosił Lubelski Pułk Obrony Terytorialnej.

## Odznaczenia
- Order Krzyża Grunwaldu III klasy - 1944; za osobistą odwagę oraz działalność wykazaną w walkach z Niemcami i reakcją (przedstawiony do odznaczenia w wydanym w czerwcu 1944 raporcie mjr Jana Wyderkowskiego ps. "Grab" do Dowództwa Głównego AL)[5].

## Awanse
- porucznik - luty 1944